# Asychis amoena
Asychis amoena är en ringmaskart som först beskrevs av Johan Gustaf Hjalmar Kinberg 1866.  Asychis amoena ingår i släktet Asychis och familjen Maldanidae. Inga underarter finns listade i Catalogue of Life.